# Malaxis bayardii
Malaxis bayardii är en orkidéart som beskrevs av Merritt Lyndon Fernald. Malaxis bayardii ingår i släktet knottblomstersläktet, och familjen orkidéer. Inga underarter finns listade i Catalogue of Life.